# 一半一半
《一半一半》是科幻小說作家倪匡的作品之一，衛斯理系列 第125號，出版日期是2002年8月29日。本書是繼《圈套》後再次討論地球人的命運。

## 故事大綱
某日，衛斯理與溫寶裕和良辰美景談及《財神寶庫》故事發生的過程，衛斯理將「老闆」保險庫的密碼告訴眾人。幾天後，衛斯理從新聞中得悉一對孿生姐妹因在瑞士一家銀行開啟保險庫失敗而被警方拘捕，由於這對孿生姐妹只有一人開啟保險庫，另一人卻在保險庫外，因她們的長相以至指模都一模一樣，因而沒有確定誰是開啟保險庫的人，結果瑞士警方將她們釋放。對此，衛斯理相信這是良辰美景的所為，並對她們的行為感到失望。
後來，良辰美景上門解釋事件。原來，二人並非如衛斯理所想般貪戀錢財，而是希望到寶庫中的錢用來救助生活於落後國家的兒童。然而，她們輸入的密碼無效，根據當地法律，這視為搶劫罪。她們更懷疑衛斯理故意提供假密碼捉弄她們。對此，衛斯理的太太白素認為唯一的可能是密碼被人改了，而保險庫內的財寶很有可能已被他人動用。同時，白素想起近幾個月以來環球股票價格大幅下滑，造成了嚴重的經濟危機，懷疑有人將保險庫中的股票在市場中放售而影響股價。有鑑及此，衛斯理和白素認為有必要找出改變密碼的人，他們兵分兩路：衛斯理到法國找與保險庫有關連的白老大和江海﹔白素則到瑞士的銀行得悉一二，希望找到一點線索。然而，白老大和江海表示根本沒有可能猜測到誰打開了寶庫。至於白素方面，她則以賄賂的手法從保險庫經理中得悉，一位婦人連續八天從寶庫中提款。
有所收穫後，二人返回香港。回家後，他們發現桌上有一盒禮物，原來是一顆價值連城的寶石。據管家老蔡指，這是由一位姓成名功的女士給上的，並認為這位女子不久後會再次拜訪。果然，成功女士在幾小時後上門求見，而成功女士正是曾八度打開保險庫的那位婦人。經過一輪客套後，成功向衛斯理和白素展示自己後腦有另一塊人面，這塊人面其實是另一個生命，並令她有感知別人思想的能力，因此她相信自己並非人類。對此，衛斯理和白素均認為成功是人類，只不過在胚胎發育過程出錯才會出現如此現象。故此，衛斯理建議她到勒曼醫院一趟，接受分割手術，使她回復正常。
然而，成功女士表示已去過勒曼醫院。原來她之前無意中聽到「老闆」保險庫的隱語，並破解隱語得出保險庫密碼，並從保險庫中取得「老闆」的龐大財產，得以交結世界各大富豪，再經富豪引薦到勒曼醫院。可是勒曼醫院了解過成功女士的情況後，表示無能為力，反而建議成功女士向衛斯理和白素求助。為了證明一切，成功女士把勒曼醫院對她診斷的報告給二人一瀏，報告中指勒曼醫院曾用過多個方法皆無法醫治成功女士，最終建議她找衛斯理夫婦，報告最後更寫著若衛斯理肯協助成功女士，勒曼醫院會向他提供更詳盡資料。衛斯理於是致電於勒曼醫院工作的朋友亮聲問過究竟，但亮聲表示要明白一切最好要衛斯理親臨勒曼醫院一趟。衛斯理來到勒曼醫院後，亮聲向衛斯理展示成功女士大腦的X光片，表示由於有她頭內有兩個腦的關係，超出勒曼醫院眾醫生對地球人的了解，因而無法為她進行手術，並建議她可借巫術解決其問題。同時，衛斯理根據亮聲的資料，推斷到成功女士很有可能是愛神星人於地球製作的「半星球半地球人」的失敗製造品，而被愛神星人所放棄。
完成討論後，亮聲突然詢問衛斯理對於地球人將來命運的見解，原來亮聲是想告訴衛斯理「人造腦」(即半人半電腦的生物)將會令人類滅亡，有見此及，勒曼醫院認為利用半人半外星人來對抗「人造腦」是最有效的方法。因此，亮聲希望衛斯理能夠說服成功參與這場抗爭。
回府後，衛斯理立即向成功女士陳述利弊，希望她能助人類一臂之力。然而，成功女士拒絕了衛斯理的要求，因她認為這方法只不過是以一種生命殺戮另一種生命。同時她認為「人造腦」是現時最頂尖的科技，並相信擁有較高智商的半人半外星人會首先發明「人造腦」，由於半人半外星人品德高尚，敬重生命，並不會發動戰爭，因此地球亡於「人造腦」的機會並不高。另外，成功又認為即使是人類先發明「人造腦」，只要發明者為善良，危機爆發的機會是很低。換言之，地球滅亡於「人造腦」的機會只是一半一半。
說服行動失敗後，衛斯理建議成功到位於海地附近的巫師島一趟，希望當地的巫師能助她一把。三天後，白素與成功失敗而回，然而成功卻欣然接受自己的身份，並決定尋找同類，成立「五十五十俱樂部」。故事至此結束。

## 相關人物
- 衛斯理

書中主角，由於在《玩具》、《圈套》和《怪物》中的經歷，衛斯理堅信電腦、機械人終會有一天消滅人類，因此他認為由人腦和電腦組合而成的「人造腦」威力會遠強於前兩者，最終取代人類，成為地球的主宰。然而，當他聽到成功的分析時，卻認為她的說法是不能否定的。
- 白素

衛斯理太太，也是衛紅綾的母親，她曾以賄賂的方法令瑞士銀行的保險庫經理道出一切。在故事後期，她帶成功到海地。
- 衛紅綾

衛斯理與白素之女兒，當白素和成功於海地尋求巫王協助失敗後，紅綾向其父表示於寶地中的「長老」才是地球中的巫術之王。然而，由於衛斯理擔心腦部能力高強的成功會開啟到困著「長老」的開關，因此，他要求紅綾不要把這事告訴其母。
- 亮聲

衛斯理的外星人朋友，也是勒曼醫院的研究人員，他認為人類在對自己腦部了解不足時研發「人造腦」是一件引火自焚，故此他稱這些科學家為「自殺家」。
- 溫寶裕

衛斯理的忘年之交，在本小說中，他已經漸漸被「長老」所控制，沒有了自己的思想，令衛斯理和良辰美景也感到與他愈來愈陌生。
- 良辰美景

一對孿生姐妹，她們於瑞士的銀行開啟寶庫失敗展開了本故事。起初，衛斯理誤以為她們是貪戀錢財，後來當他得悉二人是計劃把錢用於救助貧窮國家的兒童後，衛斯理認為她們的心意將會白費，因為兒童們的痛苦全是由獨裁統治所致，因此最好的辦法是剷除所有極權統治。
- 成功

半人類半地球人，擁有愛神星血統，是當年愛神星人在地球研究時失敗的實研室製成品。本來，愛神星人把成功交由地球人家庭照顧，卻因其外型古怪而被後者拋棄。幸而，由於成功擁有兩個腦部，因此智慧過人，令她得以生存。
隨後，她為了使自己和在身體中的另一個生命分離，她首先成功解開密碼，並以寶庫中的錢與富豪們結交，從而通過關係於勒曼醫院中進行手術。最終，儘管她用過所有方法都無功而回，但她並未有難過，反正認為從衛斯理得悉自己的身份已經是一種收穫，十分滿足。
另外，由於成功擁有愛神星人的血統，因此她非常尊重生命，不願意與「人造腦」對抗。
- 老蔡

衛府的管家，由於他一改平日對陌生人的態度，對成功表示出同情和支持，使衛斯理笑言他是被下了降頭。
- 白老大

白素的父親、衛斯理的岳父，身份前江湖老大的他自隱退後遷居法國。當衛斯理上門找他時，他正與江海猜謎。
- 江海

白老大的友人，於《財神寶庫》中富翁「老闆」的親信。

## 資料來源
以下內容以香港勤十緣出版社作準：
1. ↑  .   [2010-06-01]. （原始内容存档于2016-03-04）.
2. ↑  一半一半 - 第一部份 – P.14-15
3. ↑  一半一半 – 第二部份 – P.25
4. ↑  一半一半 – 第二部份 – P.37-38
5. ↑  一半一半 – 第三部份 – P.41-44
6. ↑  一半一半 – 第三部份 – P.49-51
7. ↑  一半一半 – 第三部份 – P.59
8. ↑  一半一半 – 第四部份 – P.64-73
9. ↑  一半一半 – 第五部份 – P.98-99
10. ↑  一半一半 – 第六部份 – P.108
11. ↑  一半一半 – 第六部份 – P.113
12. ↑  一半一半 – 第九部份 – P.167-171
13. ↑  一半一半 – 第九部份 – P.173-178
14. 1 2  一半一半 – 第十部份 – P.190
15. ↑  一半一半 – 第十部份 – P.184-185
16. ↑  一半一半 – 第十部份 – P.186
17. ↑  一半一半 – 第六部份 – P.117-118
18. ↑  一半一半 – 第一部份 – P.8
19. ↑  一半一半 – 第二部份 – P.22-23
20. ↑  一半一半 – 第五部份 – P.86-87

| 前任者： 124 財神寶庫 | 衛斯理系列（按編號） 125 | 繼任者： 126 身外化身 |